# Richard Ludloff
Paul Hermann Richard Ludloff (* 30. Dezember 1860 in Coburg; † nach 1913) war ein deutscher Übersetzer, Autor und Dichter.

## Leben
Richard Ludloff studierte erst Medizin und hielt sich später für ca. 10 Jahren in Nord- und Südamerika auf. Ab 1895 lebte er als Privatgelehrter auf der Wunderburg bei Erlangen. Um 1910 war er an der Universität Erlangen im Bereich Philosophie tätig.
Er war bekennender Freimaurer und wird als der erste Deutsche bezeichnet, welcher die argentinischen Dichter Olegario Victor Andrade, Vincente Lopez y Planes, Juan Chassaing, Ricardo Gutierrez und Florenzio Varela aus dem Spanischen ins Deutsche übersetzte. Diese Arbeit ist in drei Bänden 1910 als Argentinische Dichtungen erschienen.
Von Olegario Victor Andrade (in Band 1) und Vincente Lopez y Planes (in Band 2) veröffentlichte Ludloff in seinen Argentinischen Dichtungen einen umfangreichen Lebenslauf.
Folgender Werke finden sich in den Argentinischen Dichtungen wieder:
- Prometheus (Prometeo), Dichtung von Olegario Andrade
- Der argentinische Unabhängigkeitskrieg von Vicente Lopez y Planes
- Dichtungen des argentinischen Unabhängigkeitskampfes von Vincente Lopez y Planes
- An Victor Hugo von Olegario Andrade
- Atlantis (La Atlántida) und verwandte Dichtungen von Olegario Andrade

Besondere Würdigung seiner Arbeit sind zu finden unter und .
Das Werk Das Parakletasyl behandelt die zweitälteste Freimaurerloge Bayerns in Erlangen und stellt im Titel eine ungewöhnliche Wortschöpfung aus den Worten Paraklet und Asyl dar.
Richard Ludloff stand mit Paul Heyse, Ludwig Schemann und Elias von Steinmeyer in Briefkontakt.
Er war jüngster Sohn von Louis Ludloff und unverheiratet.

## Trivia
Um 1890/91 schenkte Ludloff der Naturhistorischen Gesellschaft Nürnberg einen Nasenbär für die zoologische Sammlung.
Alle Einnahmen aus den Buchverkäufen kamen nach dem Klappentext von Das Parakletasyl 1913 der Freimaurerloge Libanon zu den 3 Cedern in Erlangen zugute. Ludloff hatte auf alle Rechte verzichtet. In der Einleitung wird Ernst Clausen zitiert.
U. a. 2016 wurden die Argentinische Dichtungen neu aufgelegt. Im Klappentext des neuaufgelegten Werkes heißt es: This work has been selected by scholars as being culturally important, and is part of the knowledge base of civilization as we know it. This work was reproduced from the original artifact, and remains as true to the original work as possible.

## Werke
- Unter dem südlichen Kreutz. Gedichte aus Argentinien, Buenos Aires, 1891
- Die Schöpfung: Dichtung von Richard Ludloff, E. Pierson, 1909
- Argentinische Dichtungen nebst erläuternden Abhandlungen dazu; aus dem Spanischen übertragen von Richard Ludloff, 1., 2. und 3. Band, E. Pierson, 1910
- Das Parakletasyl: Bericht über eine von der Freimaurerloge Libanon zu den 3 Zedern in Erlangen begründete Stiftung für Unterkunft und angemessene Beschäftigung unbescholtener wissenschaftl. gebildeter Personen, Mencke, Erlangen, 1913